# Jake Maskall
Jake Maskall (* 1971 in Essex, England) ist ein britischer Schauspieler.

## Karriere
Jake Maskall erhielt seine erste größere Rolle in der britischen Seifenoper EastEnders, in der er über 70 Folgen lang die Rolle des Danny Moon verkörperte. In den folgenden Jahren folgten Rollen in verschiedenen Fernsehserien und Filmen wie Die Tudors (2009), Centurion (2010) und Die Bibel (2013). 2015–2018 spielte er die Hauptrolle des Prinz Cyrus Henstridge in der US-amerikanischen Dramaserie The Royals.

## Filmografie
- 2002: Casualty
- 2004: Murder City
- 2004–2006: EastEnders (Fernsehserie)
- 2008: Frankie Howerd: Rather You Than Me
- 2008: Beyond the Rave
- 2009: Die Tudors
- 2009: Doctors
- 2009: Feral
- 2010: Skins – Hautnah
- 2010: Centurion
- 2011: Moving Target
- 2013: Die Bibel
- 2011: What’s the 48?
- 2012: The Adored
- 2015–2018: The Royals (Fernsehserie)
- 2016: The Spiritualist